# Stijn Schaars
Stephanus Johannes „Stijn“ Schaars (* 11. Januar 1984 in Gendt, heute zu Lingewaard) ist ein ehemaliger niederländischer Fußballspieler und heutiger Nachwuchstrainer. Zuletzt spielte in der niederländischen Eredivisie für den SC Heerenveen. Er gehörte zum Kader der niederländischen Nationalmannschaft.

## Karriere

### Verein
Stijn Schaars begann als Sechsjähriger in seiner Heimatstadt Gendt beim örtlichen Verein De Bataven organisiert Fußball zu spielen, bei dem schon sein Vater Jan Schaars als Linksaußen reüssiert hatte, ehe er wegen einer Knieverletzung aufhören musste. Von dort wechselte Stijn Schaars in die Jugend von Vitesse Arnheim. In der C-Jugend wurde das Team unter Trainer Edward Sturing Niederländischer Meister. Doch Schaars hätte nur wenig später wegen Wachstumsproblemen fast schon seine Karriere beendet, Jugendtrainer Theo Bos hielt aber an ihm fest, obwohl er fast ein Jahr nicht spielen konnte.
Auch Schaars' professionelle Laufbahn nahm bei Vitesse ihren Anfang, wo er seit der Saison 2002/03 zum Eredivisie-Kader gehörte. Sein Debüt in der ersten Elf gab er unter Trainer Mike Snoei im KNVB-Pokalspiel bei Feyenoord in Rotterdam am 5. März 2003, das Vitesse mit 3:1 gewann, als er nach 84 Minuten für Aleksandar Ranković eingewechselt wurde. Vier Tage später lief er erstmals in der Eredivisie auf; gegen den FC Utrecht kam er in der 26. Minute erneut für Ranković aufs Feld, wurde jedoch in der Pause seinerseits gegen den Franzosen Didier Martel ausgewechselt. In seiner ersten Saison kam der Mittelfeldspieler, der als Linksfüßer vorzugsweise auf der linken, aber auch zentral defensiv im Mittelfeld spielt, nur zu einem weiteren Kurzeinsatz – die Konkurrenz im Mittelfeld war mit Jewgenij Lewtschenko, Theo Janssen oder Jan van Halst zu groß. In der Folgesaison spielte sich der Juniorennationalspieler als Stammkraft in die erste Elf von Vitesse; in dieser wie in der nächsten Spielzeit machte er jeweils 21 Spiele in der Liga. Schlagzeilen erhielt er am letzten Spieltag vor der Winterpause am 16. Dezember 2004, als er das Match gegen De Graafschap drehte: Arnheim war schon nach 39 Sekunden gegen das Team, das zuvor erst ein Saisonspiel gewonnen hatte, in Rückstand geraten und diesem vor der Halbzeit vergebens nachgerannt. Nach der Pause verwandelte Schaars zunächst eine Vorlage von Ranković zum Ausgleich und brachte fünf Minuten später seine Mannschaft mit einem Freistoß auf die Siegerstraße; Matthew Amoah stellte das Endergebnis von 3:1 her. Zur Saison 2005/06 wechselte Schaars zu AZ nach Alkmaar, wo er sich in seiner ersten Saison als Stammspieler etablieren und im UEFA-Pokal internationale Erfahrung sammeln konnte. Zu Beginn seiner zweiten Spielzeit in Alkmaar wurde er A-Nationalspieler, ehe ihn eine Knöchelverletzung fast anderthalb Jahre lang außer Gefecht setzte.< In der Saison 2007/08 konnte er nicht ein einziges Spiel in der Eredivisie absolvieren. In der Spielzeit 2008/09 kam er als Stammspieler zurück und wurde einer der Garanten für den Gewinn der Niederländischen Meisterschaft 2009. Nach der Saison 2010/11, in der AZ nach Platz 5 in der Vorsaison auf Platz vier abschloss, wechselte Schaars zum Sporting Clube de Portugal. In Lissabon erhielt er einen Dreijahresvertrag. Zur Saison 2013/14 wechselte er zu PSV Eindhoven.
Als sein Vertrag dort im Sommer 2016 ablief, wechselte Schaars ablösefrei zum Ligakonkurrenten SC Heerenveen und unterschrieb dort einen Vertrag mit einer Laufzeit von zwei Jahren, mit der Option einer Verlängerung um ein weiteres Jahr. Schaarfs bestritt 60 Liga- und zwei Pokalspiele für Heerenveen. Im April 2019 gab er wegen zu häufiger Verletzungen das Ende seiner aktiven Karriere zum Saisonende bekannt.

### Nationalmannschaft
2006 wurde Stijn Schaars mit der niederländischen U-21-Auswahl Junioreneuropameister, wobei er Kapitän der Mannschaft war. Bondscoach Marco van Basten wollte ihn in den Kader für die WM 2006 berufen, doch wegen einer Verletzung musste er absagen und kam erst nach der WM am 16. August 2006 in einem Freundschaftsspiel in Dublin gegen Irland zu seinem ersten Einsatz in Oranje. Für das A-Team bestritt er im Jahr 2006 sechs Spiele; im Februar 2009 gab er in einem Freundschaftsspiel in Tunis gegen Tunesien ein Comeback und stand danach dreimal in der Startformation von Bondscoach Bert van Marwijk. Im Mai 2010 wurde er in den erweiterten Kader für die WM 2010 in Südafrika berufen.

## Trainer
Seit Sommer 2020 ist er als Co-Trainer für die U 17-Mannschaft des PSV Eindhoven tätig.

## Erfolge
AZ Alkmaar
- Niederländischer Meister: 2009
- Niederländischer Supercupsieger: 2009

PSV Eindhoven
- Niederländischer Meister: 2015, 2016
- Niederländischer Supercupsieger: 2015